# Бороно-Михайловское муниципальное образование
Бороно-Михайловское муниципа́льное образова́ние — упразднённое сельское поселение в Турковском районе Саратовской области Российской Федерации.
Административный центр — село Бороно-Михайловка.
Законом Саратовской области от 20 апреля 2018 года № 38−ЗСО Бороно-Михайловское и Студеновское муниципальные образования преобразованы, путём их объединения, во вновь образованное муниципальное образование «Студеновское муниципальное образование Турковского муниципального района Саратовской области», наделённое статусом сельского поселения с административным центром в селе Студенка.

## Население
| 2010 | 2012 | 2013 | 2014 | 2015 | 2016 | 2017 |
| ---- | ---- | ---- | ---- | ---- | ---- | ---- |
| 882  | ↘820 | ↘785 | ↘758 | ↘717 | ↘683 | ↘667 |
| 2018 |      |      |      |      |      |      |
| ↘632 |      |      |      |      |      |      |

## Состав сельского поселения
| № | Населённый пункт  | Тип населённого пункта       | Население |
| - | ----------------- | ---------------------------- | --------- |
| 1 | Агеевка           | деревня                      | 1         |
| 2 | Бороно-Михайловка | село, административный центр | ↘386      |
| 3 | Боцманово         | село                         | ↗220      |
| 4 | Колычёво          | село                         | ↘197      |
| 5 | Чириково          | село                         | ↘78       |